# Печорская волость
Печорская волость — административно-территориальная единица 3-го уровня в составе Псковской области России, существовавшая в 1995—2005 годах.
В 2005 году волость была упразднена в пользу городского поселения Печоры.

## Печерская волость
В составе Псковского уезда Псковской губернии до 1920 года существовала Печерская волость с центром в пригороде Печеры на территории современного городского поселения Печоры Печорского района, а также части волости Меремяэ уезда Вырумаа Эстонии.
В 1920 — 1930-е годы территория волости входила в состав уезда Петсеримаа Эстонской республики.

## Печорский сельсовет
Указом Президиума Верховного Совета РСФСР от 16 января 1945 года в связи с передачей ЭССР в пользу РСФСР района города Печоры, в составе новообразованного Печорского района был образован Печорский сельсовет.
Решением Псковского облисполкома от 7 января 1961 года в Печорский сельсовет была включена часть упразднённого Митковицкого сельсовета.

## Печорская волость
Постановлением Псковского областного Собрания депутатов от 26 января 1995 года территории сельсоветов были переименованы в волости, в том числе Печорский сельсовет был переименован в Печорскую волость
Список населённых пунктов Печорской волости по состоянию на 1 января 2001 года:
| #  | деревня             | 2000 г., чел. |
| -- | ------------------- | ------------- |
| 1  | Буравцы             | 20            |
| 2  | Бабино              | 12            |
| 3  | Белоусово           | 1             |
| 4  | Березнюк            | 37            |
| 5  | Булатново           | 5             |
| 6  | Вашина Гора         | 20            |
| 7  | Горохово            | 21            |
| 8  | Горушка             | 7             |
| 9  | Грабилово           | 13            |
| 10 | Давыдов Конец       | 22            |
| 11 | Декшино             | 36            |
| 12 | Демидово            | 6             |
| 13 | Забелино            | 7             |
| 14 | Заболотье           | 19            |
| 15 | Задребье            | 3             |
| 16 | Замшарье            | 3             |
| 17 | Затрубье-Лебеды     | 56            |
| 18 | Индовино            | 12            |
| 19 | Козье Загорье       | 30            |
| 20 | Кошельки            | 34            |
| 21 | Лезги               | 41            |
| 22 | Луковка             | 7             |
| 23 | Машково             | 196           |
| 24 | Митковицкое Загорье | 5             |
| 25 | Митковицы           | 45            |
| 26 | Мурашкино           | 13            |
| 27 | Новые Бутырки       | 470           |
| 28 | Павлово             | 8             |
| 29 | Подавалицы          | 56            |
| 30 | Подлесье            | 309           |
| 31 | Рысево              | 14            |
| 32 | Смольник            | 9             |
| 33 | Сорокино            | 5             |
| 34 | Тайлово             | 122           |
| 35 | Тивиково            | 9             |
| 36 | Уланово             | 36            |
| 37 | Ульянцево           | 7             |
| 38 | Умковичи            | 8             |
| 39 | Херково             | 3             |
| 40 | Чавыдово            | 8             |
| 41 | Чальцево            | 43            |
| 42 | Черноярово          | 6             |